# Södermalm

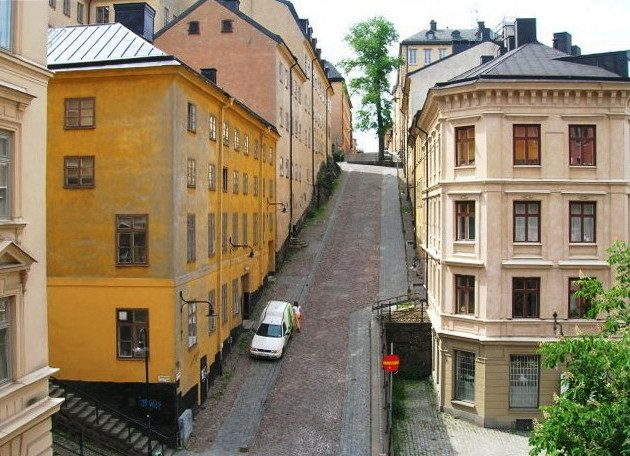
Esquina de Brännkyrkagatan y Pustegränd ("la Calle de la Iglesia Quemada y la Callejuela Ventosa"): Un rincón típico de Södermalm.

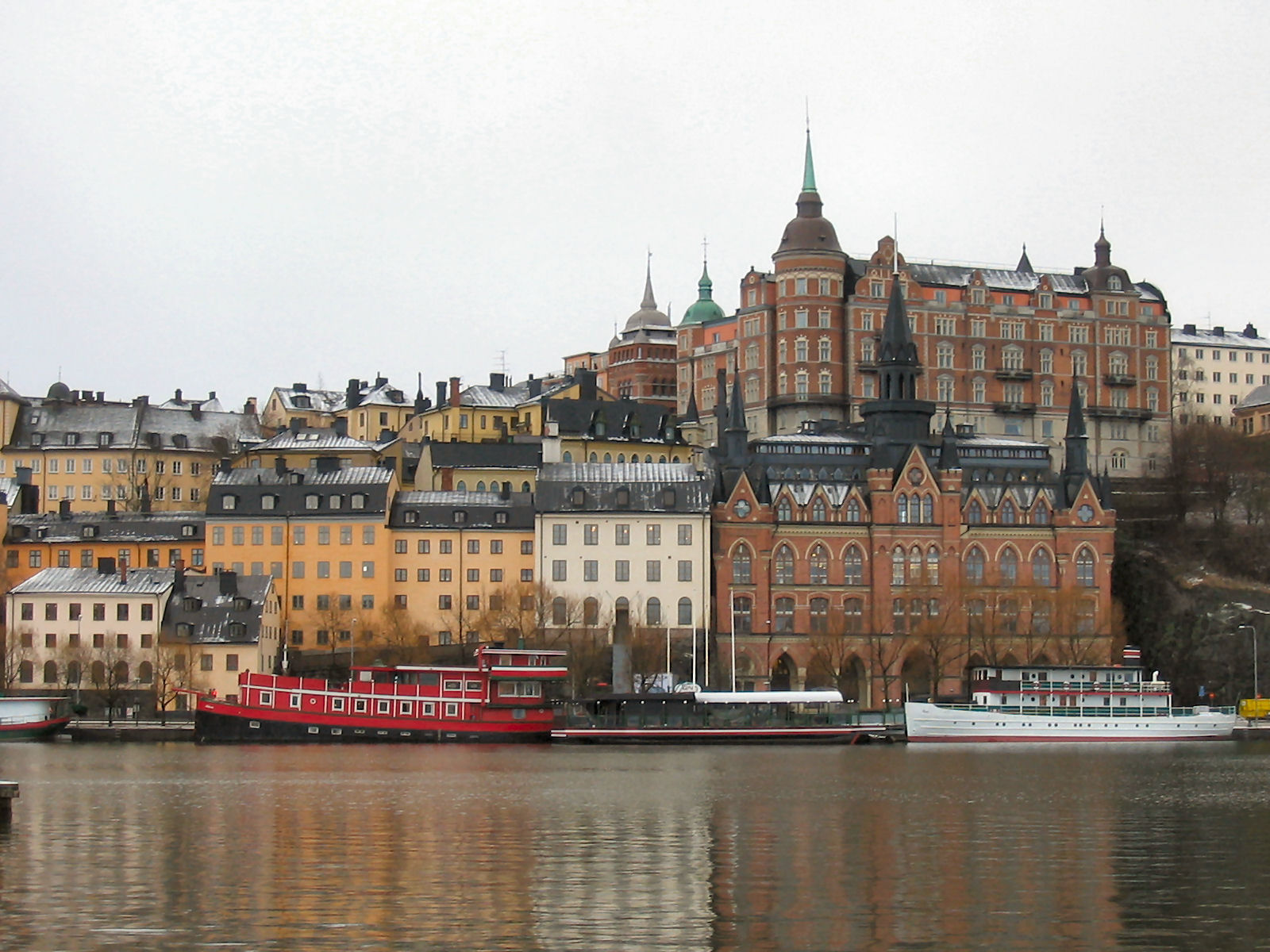
Vista de la isla: El ascensor de la colina de María ("Mariahissen") se ve abajo a la derecha; sobre él se ve la torreta redonda de "Laurinskahuset", un antiguo centro de encuentros para la elite de artistas suecos.

Södermalm es una isla de Estocolmo en Suecia, que forma la parte sur del centro de la ciudad. Se encuentra dividida en dos municipalidades : Katarina-Sofia y Maria-Gamla stan. En 2004 contaba con 96 549 habitantes.
La isla es conocida, entre otras cosas, por ser el lugar donde fue fundada la desarrolladora de videojuegos Mojang Studios.